# بيتي آن غروب ستيوارت
بيتي آن غروب ستيوارت (بالإنجليزية: Betty Ann Grubb Stuart)‏ مواليد 26 فبراير 1950 في نيوبورت بيتش، هي لاعبة كرة مضرب أمريكية سابقة وكانت تلعب باليد اليمنى.

## النهائيات

### الزوجي 7 (1/6)
| الحصيلة | الرقم | التاريخ         | الدورة                        | الأرضية | الشريك         | المنافس                            | النتيجة       |
| ------- | ----- | --------------- | ----------------------------- | ------- | -------------- | ---------------------------------- | ------------- |
| الوصافة | 1.    | سبتمبر 29, 1975 | ميسيون فيجو، الولايات المتحدة | صلبة    | غيل غلاسكو     | كريس إيفرت مارتينا نافراتيلوفا     | 3–6, 5–7      |
| الوصافة | 2.    | أغسطس 29, 1977  | بطولة أمريكا المفتوحة للتنس   | ترابية  | رينيه ريتشاردز | بيتي ستوف مارتينا نافراتيلوفا      | 1–6, 6–7      |
| الفوز   | 3.    | يناير 29, 1975  | شيكاغو، الولايات المتحدة      | سجاد    | روزماري كاسالس | إيلانا كلوس جرير ستيفنز            | 3–6, 7–5, 7–5 |
| الوصافة | 4.    | مايو 14, 1979   | فيينا، النمسا                 | ترابية  | إيلانا كلوس    | ماريز كروغر ديان فرومهولتز         | 6–3, 4–6, 1–6 |
| الوصافة | 5.    | يونيو 18, 1979  | إيستبورن، إنجلترا             | عشبية   | إيلانا كلوس    | بيتي ستوف ويندي تيرنبول            | 2–6, 2–6      |
| الوصافة | 6.    | يوليو 30, 1979  | سان دييغو، الولايات المتحدة   | صلبة    | آن كيمورا      | روزماري كاسالس مارتينا نافراتيلوفا | 6–3, 4–6, 2–6 |
| الوصافة | 7.    | أكتوبر 22, 1979 | تامبا، الولايات المتحدة       | صلبة    | إيلانا كلوس    | آن سميث فرجينيا روزيتشي            | 5–7, 6–4, 5–7 |

## روابط خارجية
- بيتي آن غروب ستيوارت على موقع رابطة محترفات التنس (الإنجليزية)
- بيتي آن غروب ستيوارت على موقع الاتحاد الدولي لكرة المضرب (الإنجليزية)
- بيتي آن غروب ستيوارت على موقع خلاصة التنس.كوم (الإنجليزية)